# 金剛

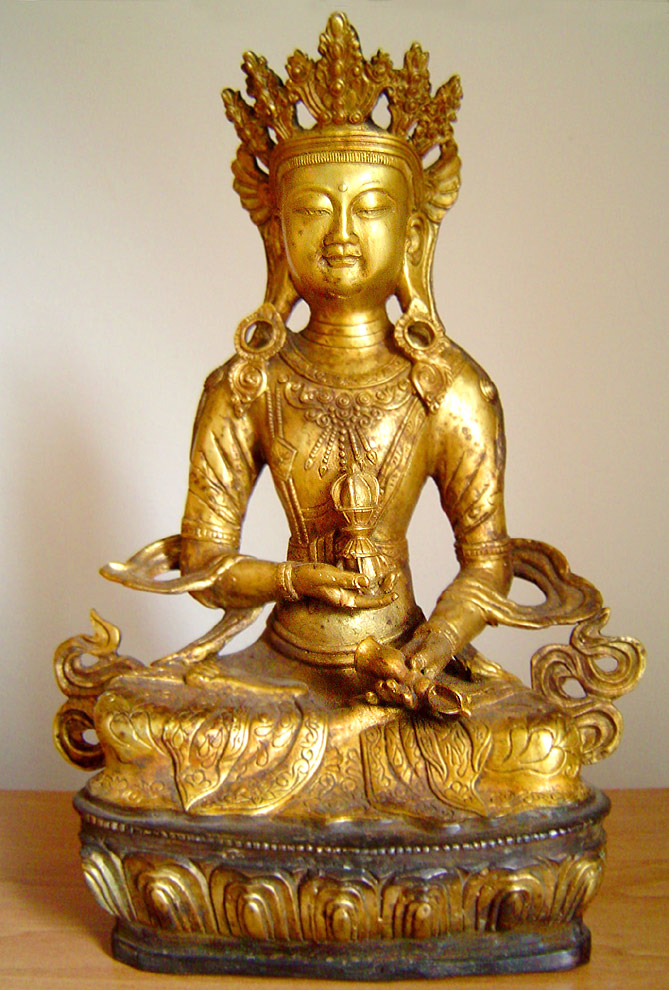
金剛薩埵像

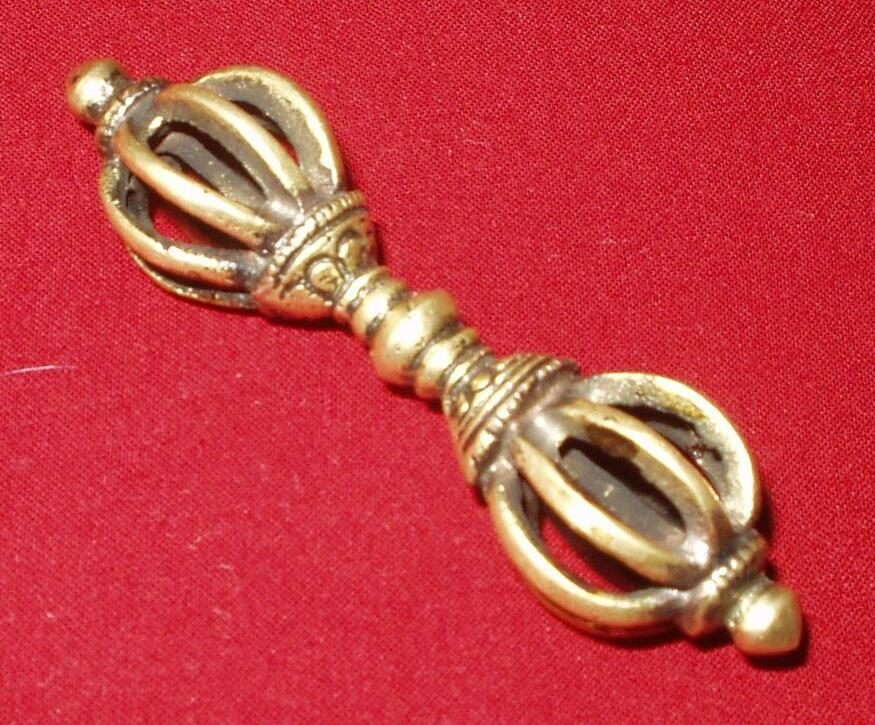
金剛杵

金剛（藏語：རྡོ་རྗེ།，威利转写：Dorje），漢語音譯為嚩日羅（或啰）、伐折羅（或啰）、伐闍羅（或啰）、伐折啰、跋折啰等，藏語音譯為多傑（Dorje）、班杂（Benza）。梵文名詞，最早是印度神話中因陀羅的武器，也是鑽石以及閃電的梵文名稱。在大乘佛教經論中，金剛是指法界中有一法是堅固無能截斷者，但又因沒有另一法可替代或毀壞的緣故，稱這不可被毀壞、替換之法為金剛。在宗教儀式中使用的法器，也稱金剛，中文又將它譯為金剛杵、降魔杵。

## 概論

### 來源
這個名稱最早出現在婆羅門教《梨俱吠陀》，是因陀羅的武器名稱，名叫金剛（vájra），即是閃電。
相傳因陀羅與阿修羅戰鬥時，猛力擊打阿修羅頭部，碎裂的閃電成為鑽石（一說是阿修羅的屍體成為鑽石），因此鑽石也被稱為金剛（vájra）。

### 文化影響
在宗教儀式中，使用一種小型的杵形武器，來象徵因陀羅的雷電。它的大小類似於日本柔道棒（Yawara），也被當成是一種護身符。印度教、藏傳佛教與耆那教，皆以金鋼杵來作為宗教器具，認為它代表了一種精神上的力量。
在西藏佛教密宗中，金剛杵是常見的法器，常為護法手持，象徵能夠摧伏外道、擊敗惡魔的力量。這些護法被稱為執金剛神，金剛力士或密跡金剛，簡稱為金剛。也常有佛菩薩以金剛為名號者，如金剛不動佛（阿閦佛）、金剛薩埵。
大乘佛教，用此「金剛」來形容如來藏空性心、無心相心、非心心，不取六塵萬法，無可摧毀。因此性無可毀壞，性如金剛，即使集於百萬億佛之力亦無法毀壞祂，所以稱指「金剛心」堅固無比，能破斥常見外道以見聞覺知心為真我，及破斥斷見外道以一切法皆是空無了不可得，無因無果，死後墮於灰滅空無者的邪說謬論。所以經常以金剛來作為般若空慧的象徵，代表它能夠擊破一切邪見與結縛。
藏密中，金剛也作為無堅不摧、無可摧破的特性而廣泛運用。譬如：“金剛乘”，就是“密宗”，是形容無堅不摧的“密乘”；“金剛禪”，就是指“密宗禪法”，是形容戰勝外道禪法的“密法”。